# Ненцінг
Ненцінг (нім. Nenzing) — ярмаркове містечко й громада округу Блуденц в землі Форарльберг, Австрія.
Ненцінг лежить на висоті 530 м над рівнем моря і займає площу 110,31 км². Громада налічує 5976 мешканців.
Густота населення 54/км².
Округ Блуденц лежить на півдні Фаральбергу і межує зі Швейцарією. Місцеве населення, як і мешканці всього Форальбергу,
розмовляє алеманським діалектом німецької мови, а тому ближче до швейцарців, ніж до населення більшої частини Австрії, яке розмовляє баварсько-австрійським діалектом. Кожне містечко й сільце області має розвинуту інфраструктуру для прийому туристів і дбає про свої музеї та інші визначні місця.
|                                  |
| Ненцінг на мапі округу та землі. |

Бургомістом міста є Флоріян Кассеролер. Адреса управління громади: Landstraße 1, 6710 Nenzing.
У Ненцінзі є школа й 5 дитячих садків.

## Демографія
Історична динаміка населення міста за даними сайту Statistik Austria